# Gârleni (gmina)
Gârleni – gmina w Rumunii, w okręgu Bacău. Obejmuje miejscowości Gârleni, Gârlenii de Sus, Lespezi i Șurina. W 2011 roku liczyła 5914 mieszkańców.